# Berthold Kihn
Berthold Kihn (* 10. März 1895 in Schöllkrippen; † 19. Januar 1964 in Erlangen) war ein deutscher Psychiater und Neurologe, der zur Zeit des Nationalsozialismus T4-Gutachter sowie Professor an der Universität Jena war.

## Leben

### Bis 1933
Kihn, Sohn eines Oberregierungsrates, schloss seine Schullaufbahn am Gymnasium in Schweinfurt mit dem Abitur ab. Ab 1914 studierte er an der Universität Würzburg Medizin und erhielt dort 1921 seine Approbation als Arzt. Im selben Jahr wurde er bei Karl Bernhard Lehmann promoviert. Danach war er kurzzeitig im Pathologischen Institut Würzburg und der Heil- und Pflegeanstalt Lohr als Assistent tätig. Weitere Kurzaufenthalte folgten am Kaiser-Wilhelm-Institut für Hirnforschung in Berlin der Deutschen Forschungsanstalt für Psychiatrie in München. 1923 trat er seinen Dienst an der Psychiatrischen Universitätsklinik Erlangen an. Ebenfalls 1923 wurde er Mitglied im Bund Oberland und noch vor 1933 der DNVP. 1927 wurde er habilitiert. Er war zeitweise auch bei Julius Wagner-Jauregg an der Niederösterreichischen Landesheil- und Pflegeanstalt für Nerven- und Geisteskranke in Wien tätig.
Noch vor der Machtübernahme durch die Nationalsozialisten publizierte er 1932 in der Allgemeinen Zeitschrift für Psychiatrie einen Beitrag mit dem Titel: Die Ausschaltung der Minderwertigen aus der Gesellschaft: „Im Kampf gegen die Minderwertigkeit ist jede Maßnahme erlaubt“.

### Zeit des Nationalsozialismus
Kihn gehörte ab 1933 der SA an, wo er den Rang eines Obertruppführers erreichte. Seitens der Gauleitung bezüglich seiner nationalsozialistischen Einstellung als positiv bezeichnet, wurde er 1934 außerordentlicher Professor an der Universität Erlangen. Am 17. Juni 1937 beantragte er die Aufnahme in die NSDAP und wurde rückwirkend zum 1. Mai desselben Jahres aufgenommen (Mitgliedsnummer 5.668.357). Von November 1936 bis Ende September 1938 war Kihn kommissarischer Leiter der Landesheilanstalt Stadtroda. Seine Tätigkeit dort war gekennzeichnet durch Einsparungen bei der Versorgung „unheilbar“ psychisch Kranker, was dort zu vorzeitigen Todesfällen führte. Von Oktober 1938 bis 1945 leitete er als Direktor die Psychiatrische Universitätsklinik in Jena. Kihn wurde zeitgleich an der Universität Jena zum ordentlichen Professor als Nachfolger von Hans Berger ernannt und wurde dort 1944 Dekan. Zudem war er Richter am Erbgesundheitsobergericht in Jena.
Kihn wurde im Frühsommer 1940 auf einer Geheimkonferenz in Berlin als externer Gutachter für die Aktion T4 angeworben und war ab dem 5. Juni 1940 in dieser Funktion tätig. Dabei bearbeitete Kihn Meldebögen von Patienten aus Heil- und Pflegeanstalten und war 1941 Mitglied einer Selektionskommission in der Anstalt Bethel. So war Kihn an den Euthanasieverbrechen unmittelbar beteiligt. Kihn arbeitete zudem an einem Euthanasiegesetz („Gesetz über Sterbehilfe bei unheilbar Kranken“) mit. Dieses Gesetz wurde im Oktober 1940 verabschiedet, erlangte aber keine Rechtsgültigkeit.

### Nach Kriegsende
Nach dem Kriegsende floh Kihn aus Jena, nachdem er dort kurzzeitig seine Wohnung nicht verlassen durfte. Im September 1945 wurde ihm durch den Landesdirektor schriftlich mitgeteilt, dass er aufgrund seiner Mitgliedschaft in der NSDAP und seinem Einsatz für die Ziele der Partei umgehend aus dem Universitätsbetrieb in Jena ausgeschlossen werde. Kihn arbeitete danach als niedergelassener Psychiater in Erlangen und leitete dort ab 1951 ein durch ihn gegründetes Privatsanatorium, die Psychotherapeutische Privatklinik Prof. Dr. med. Kihn an der Atzelsberger Steige mit einer Spezialabteilung für Epilepsien und multiple Sklerosen. Zudem war er ab 1952 als Honorarprofessor an der Universität Erlangen tätig, wo er Vorlesungen den Bereichen Bereich Psychiatrie, Neurologie und medizinische Psychotherapie hielt.
Nach einem Artikel der Zeitschrift Der Spiegel, in der auch Kihns Name auftauchte, wurde ein Ermittlungsverfahren gegen Kihn eingeleitet. Ehemalige Kollegen bestätigten seine Tätigkeit als T4-Gutachter und die Teilnahme an Gutachtertagungen. Nachdem er anfänglich die Vorwürfe bestritten hatte, gab er schließlich Mitte Juni 1962 zu, auf bis zu 20 Meldebögen ein Pluszeichen eingetragen zu haben. Er habe geglaubt, dass es nur um eine Trennung der Patienten in arbeitsfähig oder nicht arbeitsfähig gegangen sei. Erst nachdem er Kenntnis davon erhalten habe, dass die als Euthanasiefall gekennzeichneten Patienten getötet würden, habe er auf den Meldebögen keine Pluszeichen mehr verzeichnet. Das durch die Staatsanwaltschaft am Landgericht Nürnberg-Erlangen gegen Kihn wegen Beihilfe zum Mord eingeleitete Ermittlungsverfahren wurde am 22. Januar 1963 eingestellt, da Kihn im Rahmen der Euthanasieverbrechen keine Haupttat nachgewiesen werden konnte.
Kihn war eng mit Ernst Speer befreundet, verhalf ihm zur Dozentur in Jena und schrieb die Einleitung für Speers Festschrift. Dieser wiederum widmete ihm sein Lehrbuch. 1995 erschien in der Studentenzeitschrift „Dr. Mabuse“ der Artikel „Lückenlose Erinnerung“, in dem Kihns Rolle im Nationalsozialismus und seine Tätigkeiten bei den frühen Lindauer Psychotherapiewochen kritisiert wurde. Horst Eberhard Richter schrieb 1996 in den Lindauer Texten, dass er einen an der NS-„Euthanasie“ beteiligten Ordinarius, „hier auf einer der ersten Lindauer Psychotherapiewochen als Vortragenden erlebt“ hatte
und stellte damit einen direkten Bezug her, allerdings ohne Namen zu nennen.

## Schriften (Auswahl)
- Untersuchungen über das Wachstum einiger Corynebakterien und Mycobakterien bei niederen Temperaturen. Dissertation. Universität Würzburg, 1921.
- Die Behandlung der quartären Syphilis mit akuten Infektionen. Ihre Stellung in der Therapie, ihre Methodik und Klinik, ihre Beziehungen zur Pathologie und zum öffentlichen Leben. Ergebnisse und Beobachtungen. Bergmann, München 1927, doi:10.1007/978-3-642-91799-8.
- Die Ausschaltung der Minderwertigen aus der Gesellschaft. In: Allgemeine Zeitschrift für Psychiatrie. 98, 1932, S. 387–404.
- Kihn B. Rasse und neurologische Erkrankungen. In: J. Schottky (Hrsg.): Rasse und Krankheit. München, J. F. Lehmanns 1937.
- Die Krankheiten des Rückbildungs- und Greisenalters. In: Wilhelm Weygandt (Hrsg.): Lehrbuch der Nerven- und Geisteskrankheiten. Marhold, Halle 1935.
- mit Hans Luxenburger: Die Schizophrenie (= Handbuch der Erbkrankheiten.  Hrsg. von Arthur Gütt.[13] Band 2). Thieme, Leipzig 1940.